# Orde van Michaël de Dappere
De Orde van Michaël de Dappere, Roemeens: "Ordinul Mihal Viteazul", werd op 26 september 1916, Roemenië vocht toen aan geallieerde zijde in de Eerste Wereldoorlog, gesticht door Koning Ferdinand I. De ridderorde lijkt op de Nederlandse Militaire Willems-Orde want zij wordt voor dapperheid "in het veld" en voor leiderschap toegekend. Anders dan in Nederland wordt de orde alleen aan officieren toegekend. De orde werd ook aan een vaandeldecoratie aan militaire eenheden toegekend.
De orde werd naar de 16e-eeuwse Walachijse prins en legeraanvoerder Michaël de Dappere genoemd.
De orde is zo exclusief dat zelfs een succesvol veldmaarschalk als Erwin Rommel geen kruis der Ie Klasse maar een IIe Klasse of commandeurskruis kreeg toebedeeld. De Finse maarschalk Mannerheim droeg het kruis van de IIIe Klasse.
Rijksmaarschalk Hermann Göring, Grootadmiraal Erich Raeder en de Generaal-veldmaarschalken von Brauchitsch en Keitel droegen de Ie Klasse van deze orde. Na de overgang naar het geallieerde kamp werden de Russische maarschalken Rodion Malinovski, Fjodor Ivanovitsj Tolboechin en Kolonel-Generaal Zaharievici Ivan Susaicov met de Eerste Klasse, en ook met de twee andere klassen, onderscheiden.
De orde werd in beide wereldoorlogen verleend en in 1990 weer ingesteld door de Republiek Roemenië. Ook nu is het weer de hoogste onderscheiding voor dapperheid. De verbannen koning heeft het grootmeesterschap nooit neergelegd.

## De graden van de orde
- Eerste Klasse

De dragers van de Eerste Klasse droegen een kruis of kleinood als een "Steckkreuz" op de borst.
- Tweede Klasse of Commandeur

De dragers van de Tweede Klasse droegen het kleinood aan een lint om de hals.
- Derde Klasse of Ridder

De ridders droegen het kleinood aan een lint op de borst.
De orde kende dus geen grootkruisen. Dat komt bij meer Roemeense ridderorden voor.
Het hiernaast afgebeelde steckkreuz, de Ie Klasse van de orde, werd gedragen door Hermann Göring.

De Duitse Rijksmaarschalk bezat een cassette met de versierselen van de drie graden. Op het kruis
 zijn de monogrammen van de twee stichters, de jaartallen "1916" en "1918" en de Roemeense kroon,
 in dit geval iets anders vormgegeven dan bij de andere kruisen, misschien omdat er op deze plaats
 meer ruimte was voor de emailleschilder, in het kruispunt van de vier armen.
 Zie ook: Lijst van onderscheidingen van Hermann Göring.

## De versierselen
Het kleinood is een gouden of verguld bronzen kruis fleury of leliekruis met blauw geëmailleerde armen. Er zijn drie uitvoeringen van het kruis bekend. Het lint is purperrood met twee gouden strepen.
De kroon is hol en het kruis is met een haakje aan een oog in de kroon verbonden.
De Eerste Klase droeg een steckkreuz. Deze kruisen die, zonder lint, als een broche op de borst worden gespeld zijn kenmerkend voor het Duitse decoratiestelsel en werden door Roemenië overgenomen.
De kruisen van 1916

In het midden staat in het kruis het gekroonde monogram, van de stichter, Ferdinand I van Roemenië, op de keerzijde staat in het hart van het kruis het jaartal "1916".
Ondanks het geringe aantal verleningen bestaat er, dankzij de juweliers, een groot aantal kleine variaties in de vorm van het kleinood.
De kruisen van 1941

In de zomer van 1941 waren de Roemeense troepen deel van de operatie Barbarossa, de massale Duitse aanval op de Sovjet-Unie. De Roemeense regenten stelden namens de minderjarige koning de Orde van Michaël de Dappere opnieuw in. De voorzijde van het kruis draagt nu het gekroonde monogram "M" en een kroon. Op de onderste arm staat het jaartal "1941". Op de keerzijde staat de gekroonde dubbele "F" en op de onderste arm het jaar van instelling, "1916".
De Eerste Klase droeg ook nu een steckkreuz. Deze kruisen die, zonder lint, als een broche op de borst worden gespeld zijn kenmerkend voor het Duitse decoratiestelsel en werden door Roemenië overgenomen. In 1941 kreeg het kruis een bijzondere vorm; het droeg op de voorzijde de twee monogrammen van Ferdinand en Michaël en de twee stichtingsdata "1916" en "1941".
Men heeft de orde behalve aan Roemenen ook aan Duitse opperofficieren verleend. Men zag het commandeurskruis om de hals van vrijwel alle Duitse veldmaarschalken zoals Erich von Manstein, Erwin Rommel en Gerd von Rundstedt. Ook droeg de Orde van Michaël de Dappere.
De afmetingen van de kruisen waren als volgt. Het kruis van de Eerste Klasse was 6 centimeter lang. Het kruis van de Tweede Klasse was eveneens 6 centimeter lang maar daarboven was een twee centimeter hoge kroon aangebracht. Het kruis van de Derde Klasse was vier centimeter hoog.
De ridderorden van Roemenië werden met veel pracht en praal omringd. Zo waren er mantels en kostbare ketens. In 1936 heeft Koning Carol I van Roemenië een speciaal uniform voor de ridders laten ontwerpen.
De kruisen van 1944

In 1944 werd een derde kruis aangemaakt. Men kan ook stellen dat de "Ordinului Militar “Mihai Viteazul” cu spade" in dat decreet werd ingesteld en dat Roemenië zich ook op dit gebied volledig van haar verleden als bondgenoot van de As distantieerde. In naam en vorm zijn zoveel gelijkenissen dat men van het voortbestaan van dezelfde orde kan spreken.

Nu was de kroon boven het monogram met dunne lijnen aangegeven en stond op de onderste arm geen jaartal. Op de keerzijde stond centraal het jaar waarin de Roemenen de Duitse zijde in de steek lieten, "1944".

Bij deze kruisen, het "derde type" waren twee gekruiste en ontblote gouden zwaarden, in het Roemeens "Crucea cu spade" geheten, kruiselings onder het medaillon gelegd. Er zijn geen kruisen van dit model zonder deze zwaarden gefabriceerd.
Deze kruisen waren iets kleiner. Het kruis van de Eerste Klasse was 57 millimeter lang. Het kruis van de Tweede Klasse was 57 millimeter lang maar daarboven was een twee centimeter hoge kroon aangebracht. Het kruis van de Derde Klasse was 37 millimeter hoog.

## De moderne Orde van Michaël de Dappere
De republiek Roemenië heeft in 2000, kort na de val van Nicolae Ceauscescu en het Roemeense communisme de orde van Michaël de Dappere wederom ingesteld. Deze instelling betekende niet dat de orde op dat moment alweer nieuwe versierselen en een wettelijk kader bezat. De versierselen pas drie jaar later aangepast aan de nieuwe republikeinse staatsinrichting en ook verder zijn er kleine wijzigingen. In de wet van 25 juli 2003 en de reglementen van de orde die op 7 juli 2003 door president Ion Iliescu werden getekend werden de gronden voor verlening, de vorm van de eretekens en de administratie van de orde opnieuw vastgelegd.
De graden van de orde
De Orde van Michaël de Dappere, wederom "Ordinul Mihazai Viteazul" geheten, kreeg net als ten tijde van de eerste en tweede stichting drie graden.
- Eerste Klasse

De dragers van de Eerste Klasse dragen nu een groot kleinood van de orde aan een lint om de hals en een plaque met daarop het kruis, op de linkerborst. De reglementen voorzien in een knoopsgatversiering in de vorm van een kleine rozet op een strookje zilvergalon. Een dergelijk draagteken is in de gehele wereld gebruikelijk als aanduiding van commandeurs. militairen dragen op hun dagelijkse uniform een baton in de kleuren van het lint met daarop een klein gouden wapen van Roemenië.
- Tweede Klasse

De draagwijze van de Tweede Klasse is niet veranderd. Ook nu wordt het kruis om de hals gedragen.
De reglementen voorzien in een knoopsgatversiering in de vorm van een kleine rozet op een kort stukje lint. Militairen dragen op hun dagelijkse uniform een baton in de kleuren van het lint met daarop een klein zilveren wapen van Roemenië.
- Derde Klasse

De draagwijze van de Derde Klasse is niet veranderd. Ook nu wordt het kruis aan een lint op de linkerborstgedragen. De reglementen voorzien in een knoopsgatversiering in de vorm van een kleine rozet. Militairen dragen op hun dagelijkse uniform een baton in de kleuren van het lint.
In de wet is sprake van dapperheid tijdens "operaties onder internationale jurisdictie" waarmee operaties met een VN-mandaat zijn bedoeld. Ook dan kan de Orde van Michaël de Dappere worden verworven.
De versierselen
Bijzonder is het in ere herstellen van de mantel. Ordekleding is een middeleeuws fenomeen maar in Roemenië werd zij tot aan de Tweede Wereldoorlog gedragen. Militairen in actieve dienst dragen op bijzondere gelegenheden een korte witte, met kersenrode stof gevoerde, mantel die aan de kraag gesloten wordt.

Op de linkerschouder is een kruis van de orde, zonder lauwerkrans, bevestigd. De mantel heeft een kraag met rode en gouden borduursel. Burgers en militairen buiten dienst dragen op de mantel een groter kruis en een witte muts met een lint in de kleuren van de Roemeense vlag. De actieve militairen dragen deze muts niet, zij dragen hun uniformpet.
Het kleinood van de orde is nog steeds een blauw leliekruis met gouden randen. In het kruispunt staat nu een gouden Roemeens wapen. Op de keerzijde staan op de horizontale arm de jaartallen "1916" en "2000" in gouden cijfers. De kroon is als verhoging vervangen door een gouden, groen geëmailleerde lauwerkrans.
Het kruis van de Eerste Klasse is zes centimeter breed. Het kruis van de Tweede Klasse is vijf centimeter breed.
De ster, het is preciezer gezegd een plaque, is van zilver en heeft stralen die in facetten in briljantvorm zijn bewerkt. De diagonale stralen zijn iets korter dan de verticale en horizontale stralen zodat de ster romboïde van vorm is. De ster is tien centimeter breed.
Het lint werd niet gewijzigd.

## De gedecoreerde militairen
Tijdens de Eerste Wereldoorlog benoemde men 16 Eerste Klassen, 12 commandeurs en 293 ridders. Er werden 43 vaandeldecoraties uitgereikt aan Roemeense regimenten. De tussen 1916 en 1921 met de Orde van Michaël de Dappere onderscheiden officieren ontvingen automatisch ook de Intergeallieerde Overwinningsmedaille.
In 1938 werd besloten om de orde ook "met de zwaarden" te verlenen. Omdat het koninkrijk niet in oorlog was werd deze bepaling een dode letter totdat Roemenië in 1941 in de Tweede Wereldoorlog verwikkeld raakte. In 1941 werd afgezien van het verlenen van kruisen met zwaarden. Kruisen van het tweede type kruis met het monogram "M" en het jaartal "1941" komen niet met gekruiste zwaarden voor.
Tijdens de Tweede Wereldoorlog benoemde men 15 Eerste Klassen, 63 commandeurs en 1500 ridders. Er werden 131 vaandeldecoraties, waaronder 13 kruisen der Tweede Klasse, uitgereikt aan Roemeense regimenten.
Onder de Roemeense militairen waren
- Maarschalk Ion Antonescu[8]
- Alexandru Averescu
- Radu Bâldescu
- Nicolae Dabija
- Corneliu Dragalina
- Grigore Gafencu
- Eremia Grigorescu
- Koning Michaël I van Roemenië, de opperbevelhebber van de Roemeense strijdkrachten.
- Radu Korne
- Mihail Lascăr
- Leonard Mociulschi
- Ioan Palaghiță
- Maarschalk van Roemenië Constantin Prezan, hij werd twee maal bevorderd.
- Corneliu Teodorini

Onder de Duitse dragers waren ook
- Fedor von Bock
- Karl Dönitz
- Hermann Hoth
- Erich von Manstein
- Friedrich Paulus
- Wolfram von Richthofen
- Gerd von Rundstedt en
- Walter Warlimont
- Erwin Rommel
- Walther von Brauchitsch